# Campeonato de Primera División 1932 (Venezuela)
Unión Sport Club se inscribió en la lista de campeones y Dos Caminos Sport Club ocupó el segundo lugar.

## Equipos y Clasificación final
Participantes en el Campeonato De Primera División de 1932, en escala (del primero al último) según puntaje clasificatorio final:
- Union SC (Campeón)
- Deportivo Venezuela (subcampeón)
- Dos Caminos SC
- Loyola SC
- Centro Atlético
- Alemania FC
- Nueva Esparta FC
- Italia FC

Unión Sport Club

Campeón
1.er título

## Varios
También se disputó en 1932 en Caracas la Copa Relámpago con Deportivo Venezuela, Unión SC, Alemania, Dos Caminos y Nueva Esparta. 
Club Deportivo Español se fundó en la capital venezolana durante agosto con los directivos Luis Cemborain, José Cuní, Salvador Cuní, Pablo Cernuda, Jaime Aragonés, J. Solsona, E. Sánchez, D.Molins, J.Valls y P. Miró. De acuerdo con Fernando Ríos y Napoleón Arráiz "El Hermanito", en sus respectivas publicaciones (Selecciones de Fútbol/Caracas y su 'Fútbol de antaño').
En 1932 aumentó el roce internacional. Tres equipos visitaron Caracas: los barcos Karlsuhe (Alemania) y Simón Bolívar (Holanda), además del equipo CRKSV Jong Holland (Curazao). Al revés: tres conjuntos de la capital caraqueña viajaron a las islas del mar Caribe. Unión Sport Club a Curazao, y Deportivo Venezuela con Dos Caminos a Trinidad y Tobago. 